# هاريسون غراي أوتيس
هاريسون غراي أوتيس (بالإنجليزية: Harrison Gray Otis)‏ هو محامي وسياسي أمريكي، ولد في 8 أكتوبر 1765 في الولايات المتحدة، وتوفي في 28 أكتوبر 1848 في نفس البلد. حزبياً، نشط في الحزب الفيدرالي الأمريكي. وقد انتخب عضو مجلس النواب الأمريكي وانتخب عضو مجلس الشيوخ الأمريكي عن دائرة ماساتشوستس (4 مارس 1817 – 30 مايو 1822).

## معرض صور

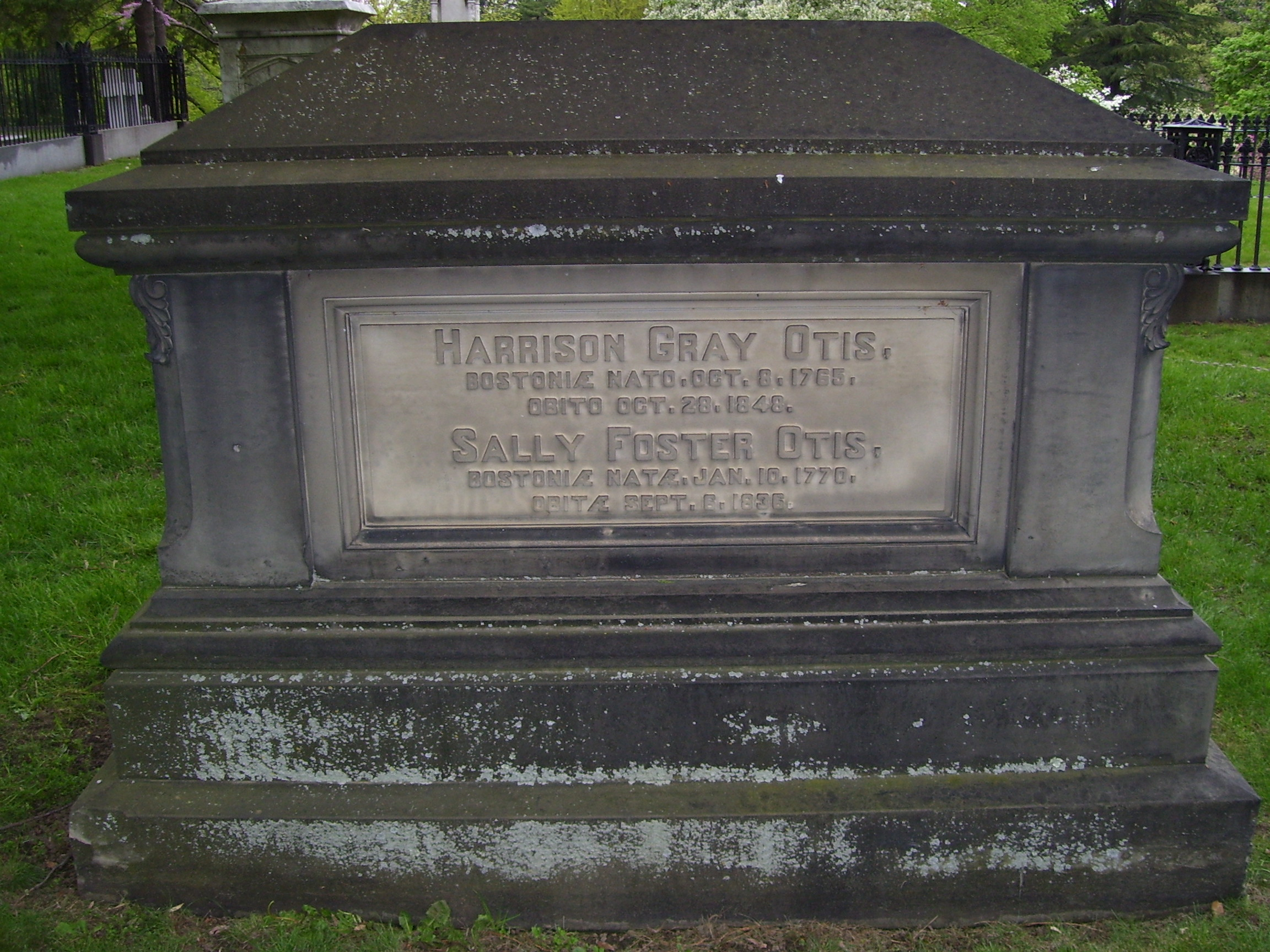
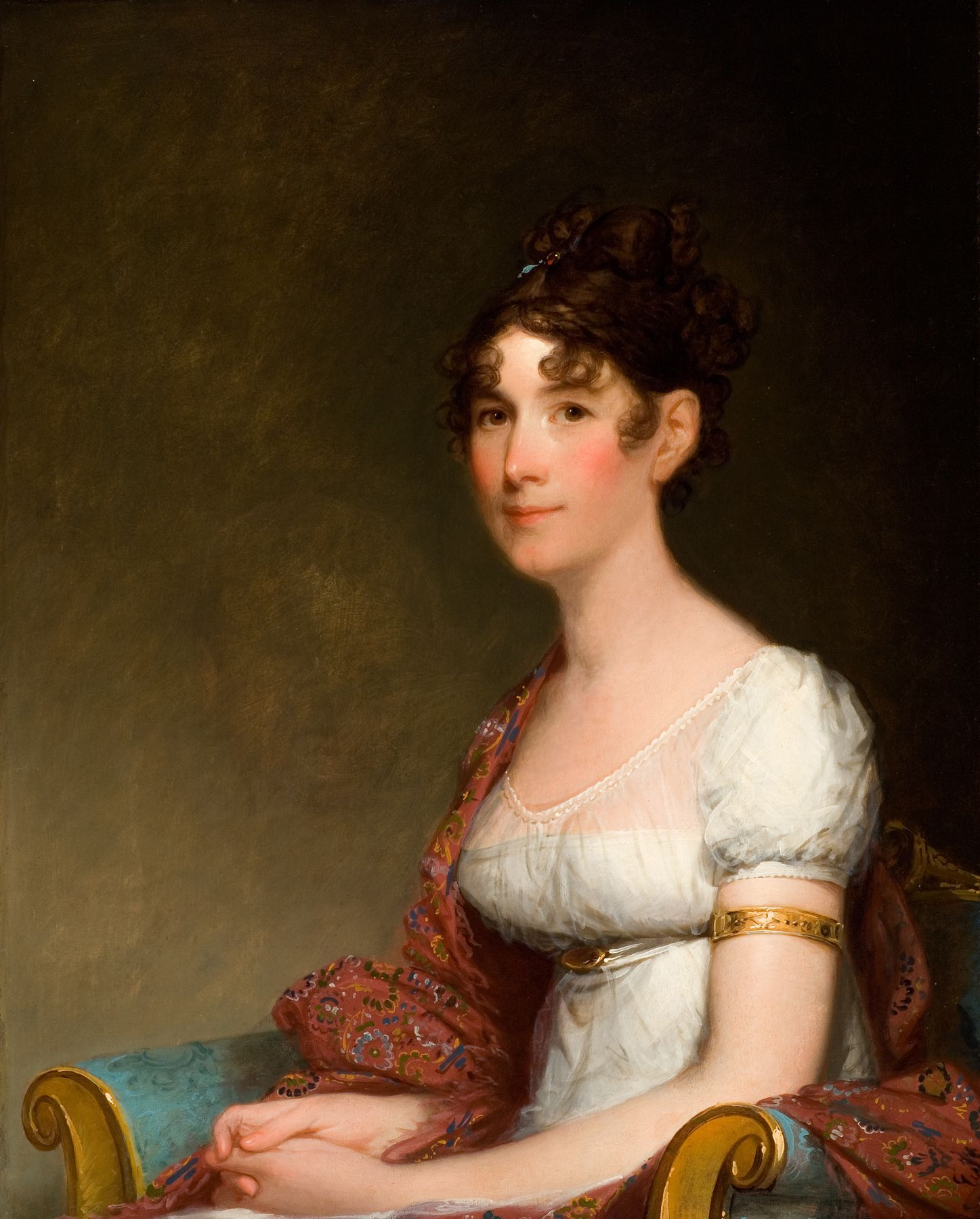
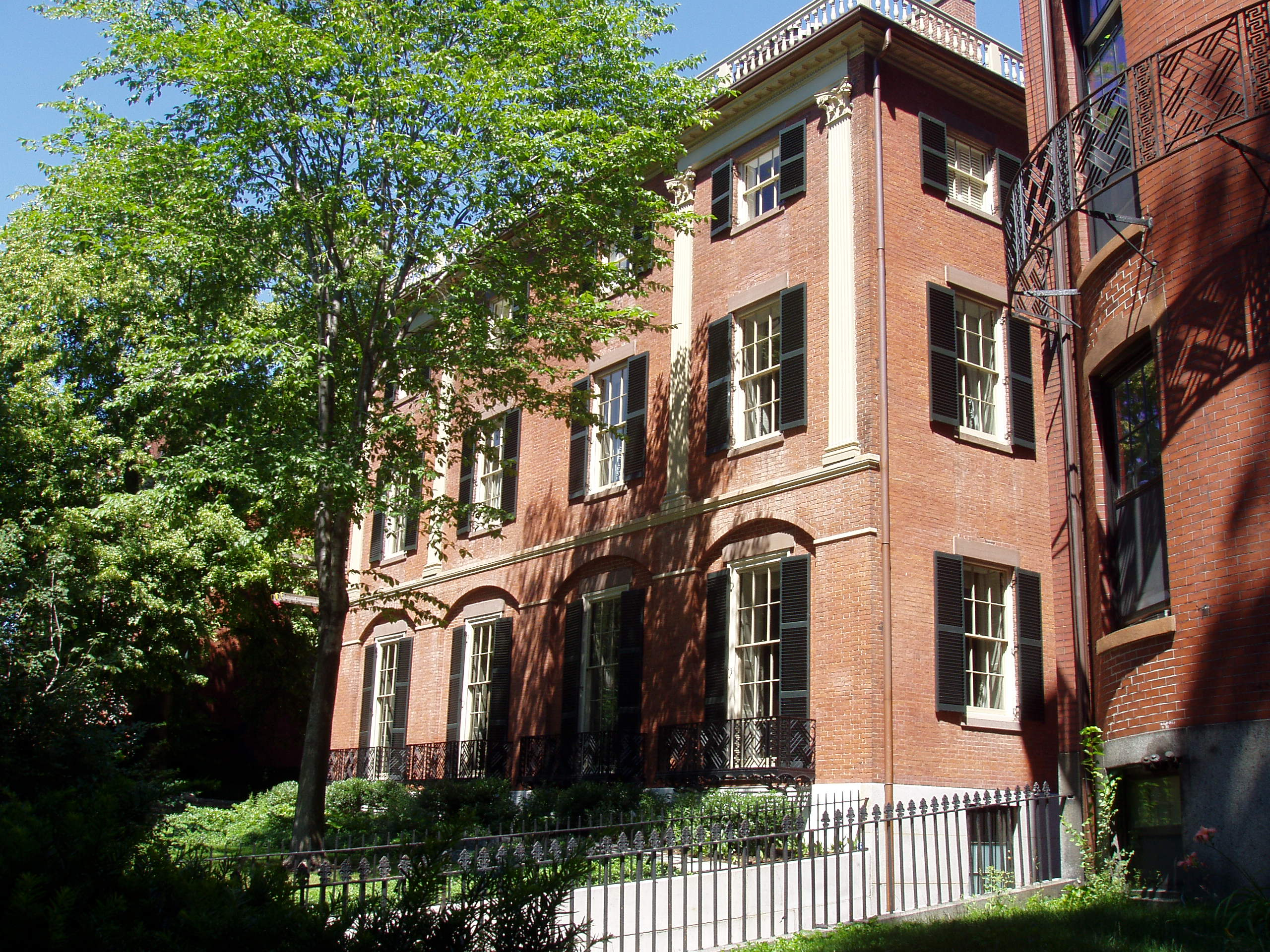

## روابط خارجية
- هاريسون غراي أوتيس على موقع الموسوعة البريطانية (الإنجليزية)